# 크리스티나 하트

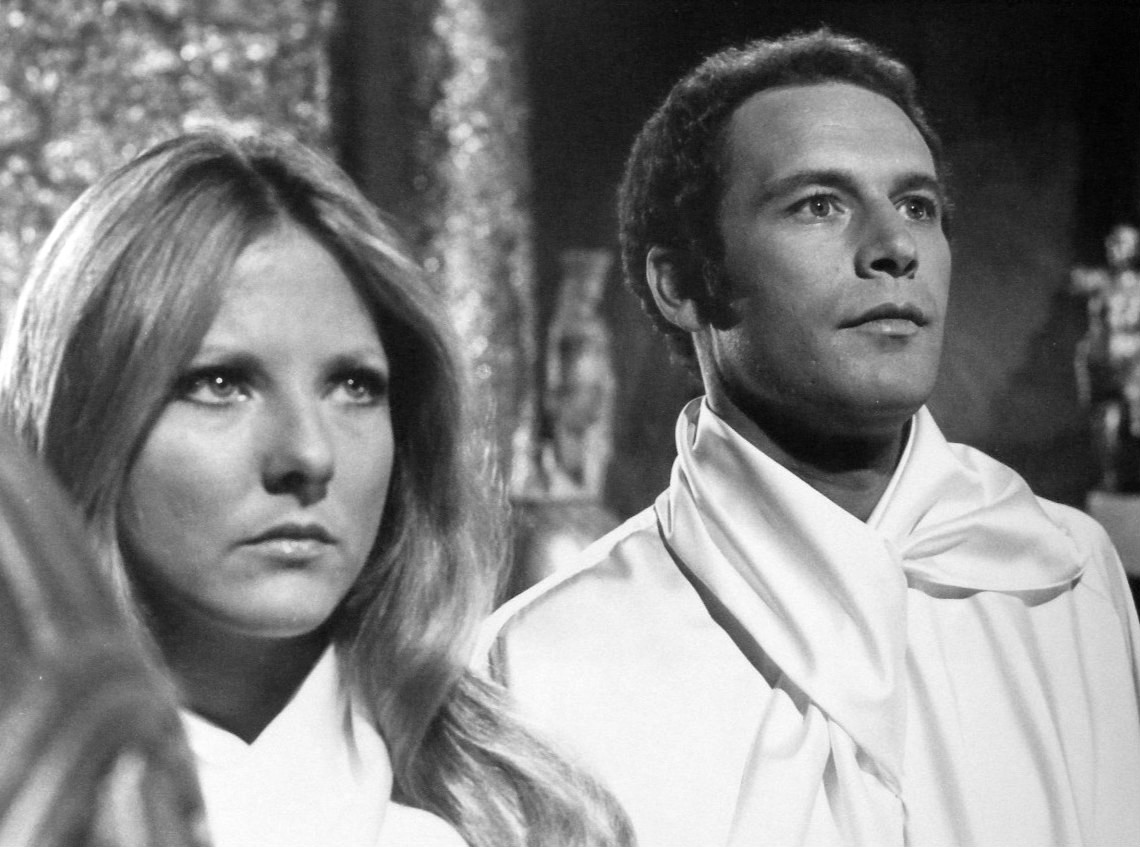

크리스티나 하트(Christina Hart, 1949년 7월 21일 ~ )는 미국의 배우, 영화 감독, 영화 프로듀서, 영화배우이다.

## 영화
- 버뮤다 2만리 (1977년)
- 명탐정 바나비 존즈 (1973년)
- 돌파구 (1973년)